# صاریغ قلمی برزیلی
صاریغ قلمی برزیلی (نام علمی: Marmosops paulensis) نام یک گونه از سرده صاریغ‌های قلمی است.